# Iglesia de San Esteban (Murillo de Río Leza)
La Iglesia Parroquial de San Esteban Protomártir es el edificio más monumental de Murillo de Río Leza en La Rioja.

## Descripción
Es un edificio de piedra de sillería de una sola nave, cubierta con bóvedas sostenidas por columnas de estilo corintio, con la sacristía a la derecha del crucero.

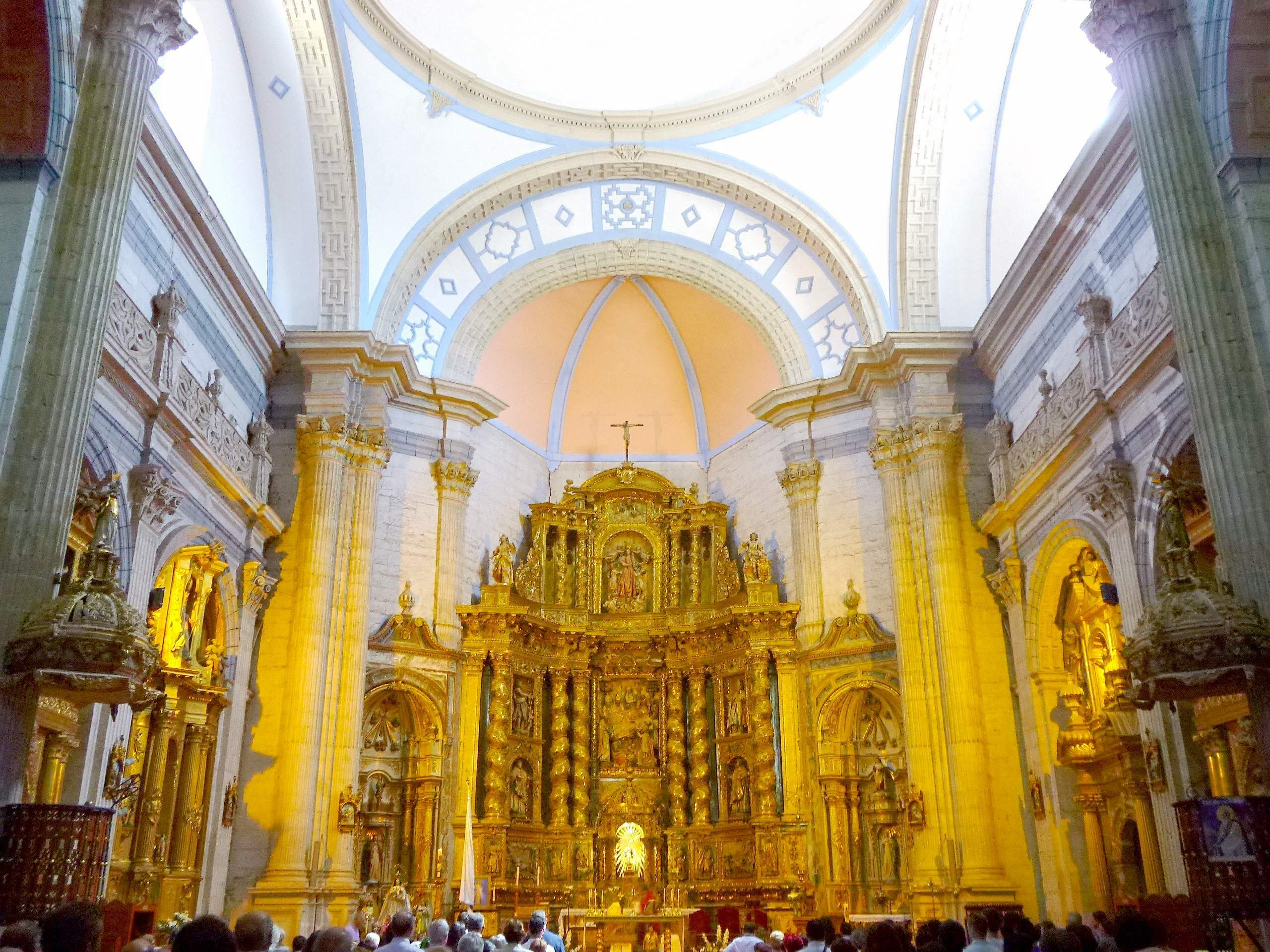
Aspecto del interior del templo.

El coro se sitúa a los pies, lo mismo que la torre que da al sur y es de tres cuerpos. La portada también se abre al sur, bajo una hornacina y está distribuida como un retablo de tres cuerpos. La puerta es de medio punto con dos alegorías en sus ángulos.
Una representación de San Esteban en el cuerpo de en medio. En el cuerpo superior hay varios relieves, y sobre la hornacina un triángulo de frontón. Hay otra portada en la parte norte y otra puerta de interés en la capilla del Cristo.
El retablo mayor, datado a fines del siglo XVII, está adornado con seis columnas salomónicas, relieves de diversos santos, y un relieve con la Invención de San Esteban en el cuerpo central y otro del Padre Eterno en el cuerpo superior.
Destacadas tallas del siglo XV y de época barroca, pinturas al fresco del XIX, y un bellísimo mobiliario de la sacristía completan un conjunto monumental de una imponencia y belleza sin parangón.